# Боримечково
Боримечково (болг. Боримечково) — село в Болгарии. Находится в Пазарджикской области, входит в общину Лесичово. Население составляет 567 человек.

## Политическая ситуация
В местном кметстве Боримечково, в состав которого входит Боримечково, должность кмета (старосты) исполняет Ангелинка Стоева Белчева (коалиция в составе 2 партий: Граждане за европейское развитие Болгарии (ГЕРБ), Союз демократических сил (СДС)) по результатам выборов.
Кмет (мэр) общины Лесичово — Иван Ангелов Стоев (коалиция в составе 2 партий: Граждане за европейское развитие Болгарии (ГЕРБ), Союз демократических сил (СДС)) по результатам выборов.